# Theodore Roethke
Theodore Roethke (Saginaw (Michigan), 25 mei 1908 – Bainbridge Island, 1 augustus 1963) was een vooraanstaand Amerikaans dichter, die intens persoonlijke, gevoelige en spirituele poëzie schreef.
Roethkes ouders waren Duitse immigranten, die zich in Michigan vestigden en er een zeer winstgevende bloemenzaak begonnen. Theodore Roethke werd geboren in Michigan en groeide er op te midden van broeikassen en planten. Deze ervaringen en beelden zouden later vaak in zijn werk opduiken. Hij werd opgeleid aan de Michigan State University en vervolgens aan Harvard. Hij werd leraar en sportcoach. Rond 1941 begon hij poëzie te publiceren: dat jaar verscheen Open House. Volgens critici leverde hij pas met zijn tweede boek, The Lost Son and Other Poems, (1948) rijp werk af, en ook volgende bundels oogstten veel lof.
Roethke werd in 1947 docent aan de Universiteit van Washington, en zou daar blijven tot aan zijn dood in 1963. Hij won verschillende prestigieuze  prijzen, waaronder de Pulitzer Prize (1953), de Bollinger Prize (1958) en een postuum toegekende National Book Award (1964).

## Nederlandse vertaling
- Vijf gedichten van Theodore Roethke, vertaald door Katelijne De Vuyst (2014, Druksel)

- Bibsys: 90090610
- Biblioteca Nacional de España: XX1145523
- Bibliothèque nationale de France: cb12378613b (data)
- Catàleg d'autoritats de noms i títols de Catalunya: 981058517917706706
- CiNii: DA0119074X
- Digitale Bibliotheek voor de Nederlandse Letteren: roet004
- Gemeinsame Normdatei: 118803425
- International Standard Name Identifier: 0000 0001 0879 7972
- Library of Congress Control Number: n79060436
- MusicBrainz: ce398332-1780-47fb-a4a7-bc5ed3ff7e75
- Bibliotheek van het Japanse parlement: 00454500
- Nationale Bibliotheek van Tsjechië: ola2003188497
- Nationale bibliotheek van Australië: 35459030
- Nationale Bibliotheek van Israël: 987007385584605171
- Nationale en Universitaire bibliotheek Zagreb: 000037057
- Nederlandse Thesaurus van Auteursnamen: 06878449X
- Réseau des bibliothèques de Suisse occidentale: 02-A003755102
- Istituto Centrale per il Catalogo Unico: DDSV257577
- SNAC: w6jh3m3w
- Système universitaire de documentation: 032833296
- Trove: 960222
- Union List of Artist Names: 500460830
- Virtual International Authority File: 24682652
- WorldCat: E39PBJwX4vDQX7vgjmGh3G34v3